# Balboa (ort i Colombia, Cauca, lat 2,04, long -77,22)
Balboa är en ort i Colombia.   Den ligger i departementet Cauca, i den västra delen av landet, 400 km sydväst om huvudstaden Bogotá. Balboa ligger 1 605 meter över havet och antalet invånare är 6 272.
Terrängen runt Balboa är kuperad åt sydost, men åt nordväst är den bergig. Runt Balboa är det ganska glesbefolkat, med 45 invånare per kvadratkilometer. Närmaste större samhälle är Patía, 18,5 km öster om Balboa. Omgivningarna runt Balboa är huvudsakligen savann.